# شچوچیه، اوبلاست کورگان
شهر شچوچیه، اوبلاست کورگان (به روسی: Щучье) در کشور روسیه و در اوبلاست کورگان واقع شده‌است.